# 桜川市立南飯田小学校
桜川市立南飯田小学校（さくらがわしりつ みなみいいだしょうがっこう）は、茨城県桜川市南飯田にある公立小学校。

## 概要
旧岩瀬町北部の旧北那珂村を学区とする小学校

## 沿革
- 1872年（明治6年） - 亀岡村28番地、萩原五郎左衝門氏の隠居宅を仮教場として亀岡小学校が開校。同年亀岡小学校大月分校開校。同年12月洞源寺本堂にて門毛小学校を創立。
- 1873年（明治7年） - 富谷小学校開校。亀岡小学校は亀岡村698番地に校舎建設
- 1875年（明治9年） - 門毛小学校が亀岡小学校の分校となる。
- 1884年（明治18年） - 大月分校を廃し、小塩分校が設置される。
- 1885年（明治19年） - 亀岡（小塩分校を含む）、門毛、富谷の3小学校が分教場に降格され、南飯田小学校が設立される。
- 1888年（明治21年） - 南飯田（現在の岩瀬プリンス電機の敷地）に新校舎落成
- 1889年（明治22年） - 町村制施行により北那珂尋常小学校と改称
- 1947年（昭和22年) - 北那珂小学校と改称
- 1955年（昭和30年) - 町村合併により岩瀬町立南飯田小学校と改称
- 1972年（昭和48年） - 現在地（桜丘中学校跡地）へ移転する。
- 1975年（昭和50年） - 富谷分校が岩瀬小学校に移管
- 1984年（昭和59年） - 現校舎完成
- 1985年（昭和60年） - 門毛・小塩分校廃校
- 2005年（平成17年）10月 - 町村合併により桜川市立南飯田小学校と改称

## 進路
多くが岩瀬東中学校に進学する。茨城大学教育学部附属中学校や茨城中学校等へ進学する児童もいる。

## アクセス
- JR東日本・水戸線 岩瀬駅より徒歩約60分